# Alakol (ort i Azerbajdzjan)
Alakol är en ort i Azerbajdzjan.   Den ligger i distriktet Tovuz Rayonu, i den västra delen av landet, 400 kilometer väster om huvudstaden Baku. Alakol ligger 454 meter över havet och antalet invånare är 3 556.
Terrängen runt Alakol är platt åt nordost, men åt sydväst är den kuperad. Runt Alakol är det ganska tätbefolkat, med 108 invånare per kvadratkilometer.. Närmaste större samhälle är Qovlar, 5,4 kilometer nordväst om Alakol.
Trakten runt Alakol består till största delen av jordbruksmark.